# 明福寺 (京都市)
明福寺（めいふくじ）は、京都府京都市中京区にある浄土真宗本願寺派の寺院。山号を双（雙）光山という。本尊は阿弥陀菩薩立像、伝聖徳太子作。

## 概要
第三代住職である周意の次男、恵俊は1670年（寛文10年）に還俗し、1690年頃に浄瑠璃の一種「一中節」を創始し、都太夫一中（初代）と名乗った。このことにより「都太夫一中発祥の寺」として知られる。
2011年（平成23年）秋に第十六代住職の青地敬水が瑞宝双光章を受章、2019年7月27日に死去した。葬儀は自身が住職だった当寺で執り行われ、喪主は長男で京都府立大学文学部教授（ドイツ文学者）の青地伯水が務めた。

## 沿革
- 1480年（文明12年） - 青地左衛門尉頼賢が近江国野洲郡矢島庄（現在の守山市矢島町）に創建。[要出典]
- 1599年（慶長4年） - 近江から京都・三条坊門万里小路（現在地）に移転。[要出典]